# Annamocarya
Annamocarya, monotipski rod drveća iz porodice orahovki, dio je potporodice Juglandoideae. Jedina vrsta je A. sinensis iz južne Kine (Guangxi, južni Guizhou, jugoistočni Yunnan) i sjevernog Vijetnama
kew ovu vrstu uključuje u rod Carya.

## Sinonimi
- Annamocarya indochinensis (A.Chev.) A.Chev.; Rev. Int. Bot. Appl. Agric. Trop. 21(241-242): 508 (1941)
- Carya indochinensis (A.Chev.) W.E.Manning & Hjelmq.; Bot. Not. 1951: 327 (1951), nom. provis.
- Carya integrifoliolata (Kuang) Hjelmq.; Bot. Not., Suppl. 2(1): 171 (1948)
- Carya sinensis Dode; Bull. Soc. Dendrol. France 24: 59 (1912)
- Carya tsiangiana Chun ex Lee; For. Bot. China 238 (1935)
- Carya tsiangii Chun ex Kuang & A.M.Lu; Fl. Reipubl. Popularis Sin. 21: 36 (1979)
- Juglandicarya integrifoliolata (Kuang) Hu; Palaeobotanist 1: 264 (1952)
- Juglans indochinensis A.Chev.; Rev. Bot. Appliq. 21: 502 (1941)
- Rhamphocarya integrifoliolata Kuang; Ic. Fl. Sin. 1(1): 1, pl. 1 (1941)